# 0588
0588 è il prefisso telefonico del distretto di Volterra, appartenente al compartimento di Pisa.
Il distretto comprende la parte meridionale della provincia di Pisa. Confina a est con il distretto di Siena (0577), a sud di Follonica (0566) e di Piombino (0565), a ovest di Livorno (0586), a nord di Pontedera (0587) e a nord-est di Empoli (0571).

## Aree locali e comuni
Il distretto di Volterra comprende 4 comuni compresi nell'unica area locale di Volterra (coincidente con l'omonimo ex settore). Esistono due reti urbane: Volterra e Pomarance. I comuni compresi nel distretto sono: Castelnuovo di Val di Cecina, Montecatini Val di Cecina, Pomarance e Volterra .